# Дуб Січових стрільців
Дуб Січових стрільців — ботанічна пам'ятка природи місцевого значення, розташована по вулиці Горіхуватський шлях, 9 в Голосіївському районі м. Києва; між водонапірною вежею та будинком № 9, в 5 м від дороги.

## Опис
Дерево являє собою дуб черещатий віком 500 років. Висота дерева 30 м, на висоті 1,3 м дерево має в охопленні 4,9 м.

## Галерея

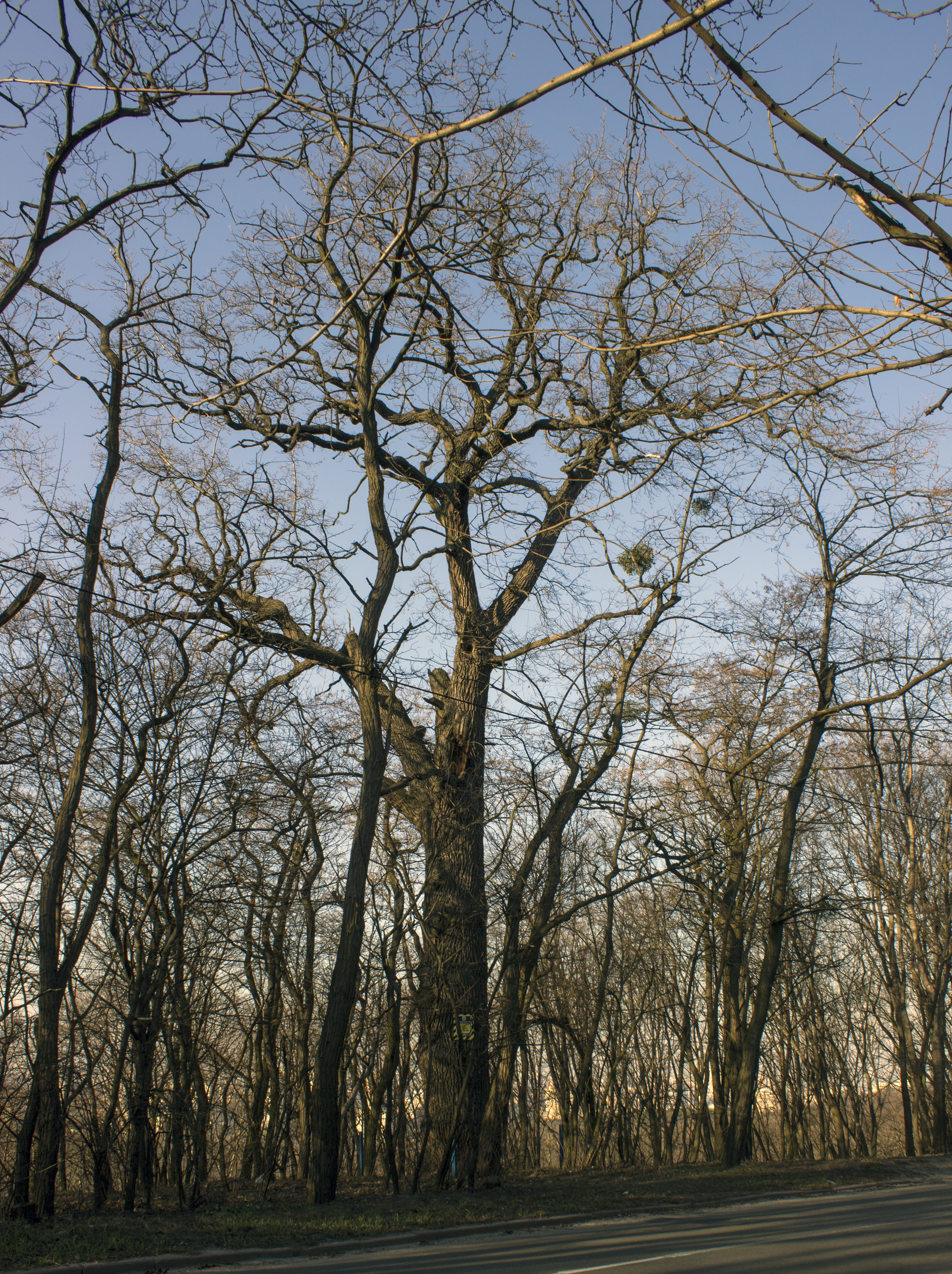
Дуб Січових стрільців 15 березня 2015 року
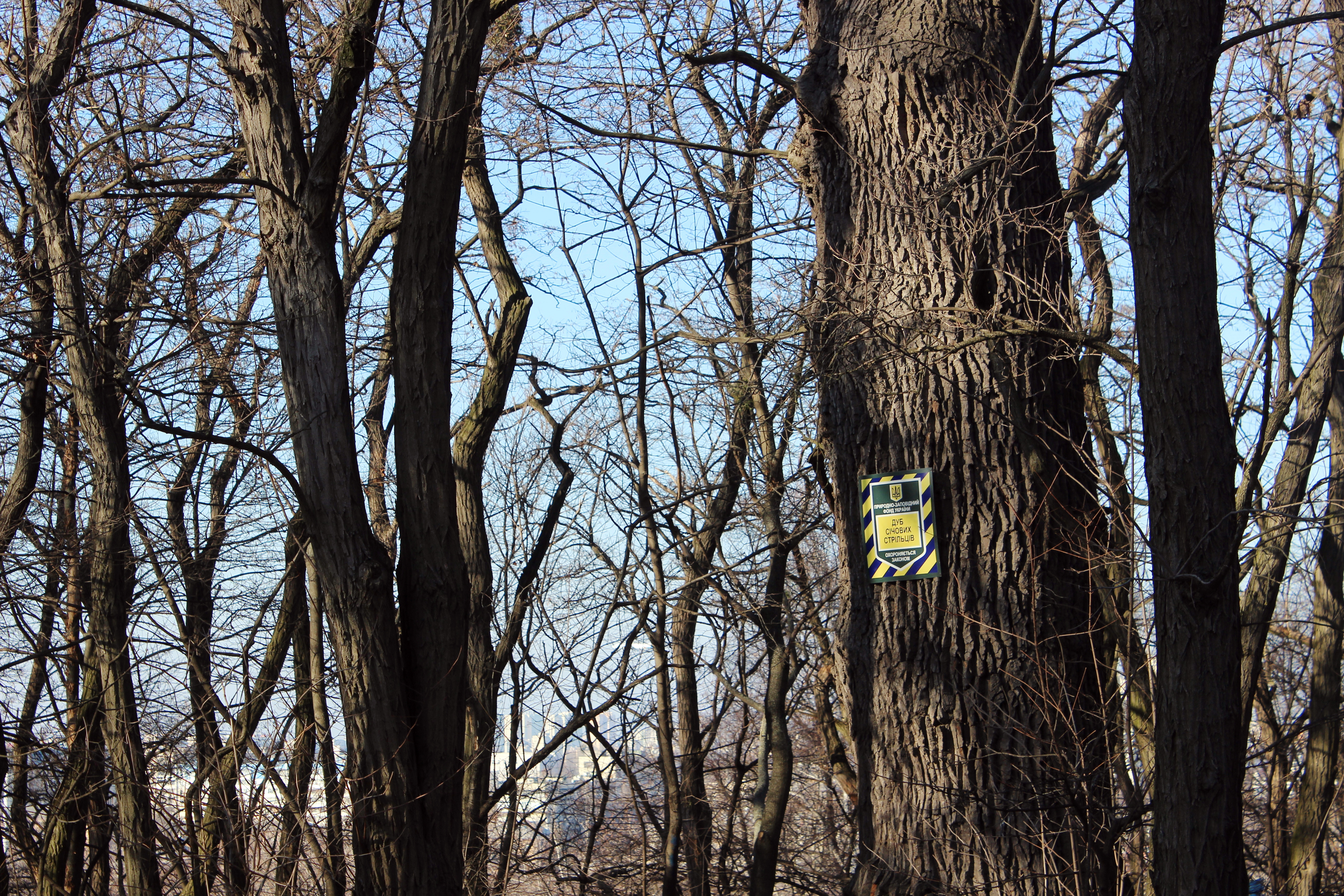
Дуб Січових стрільців 7 лютого 2016 року
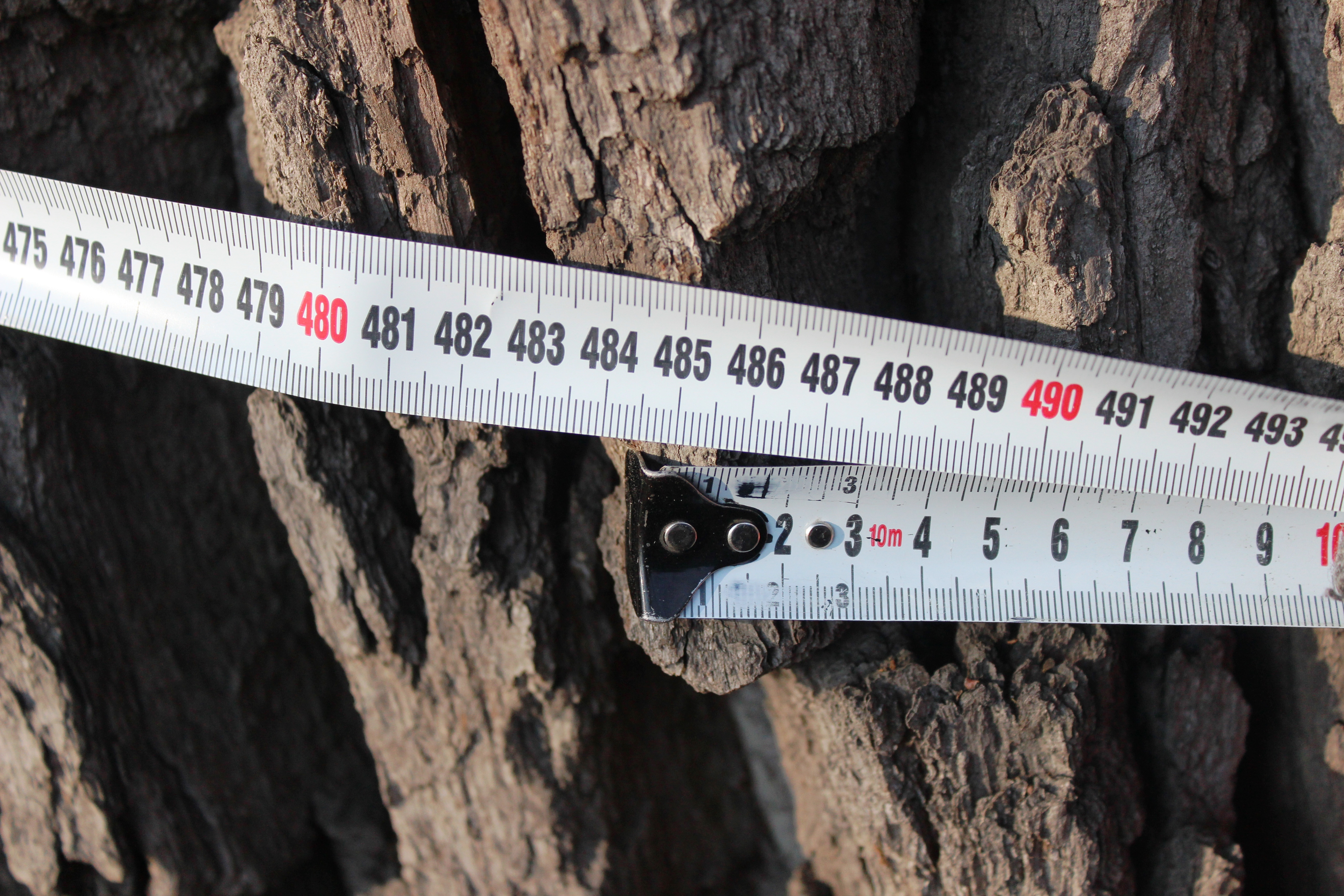
Дуб Січових стрільців 7 лютого 2016 року
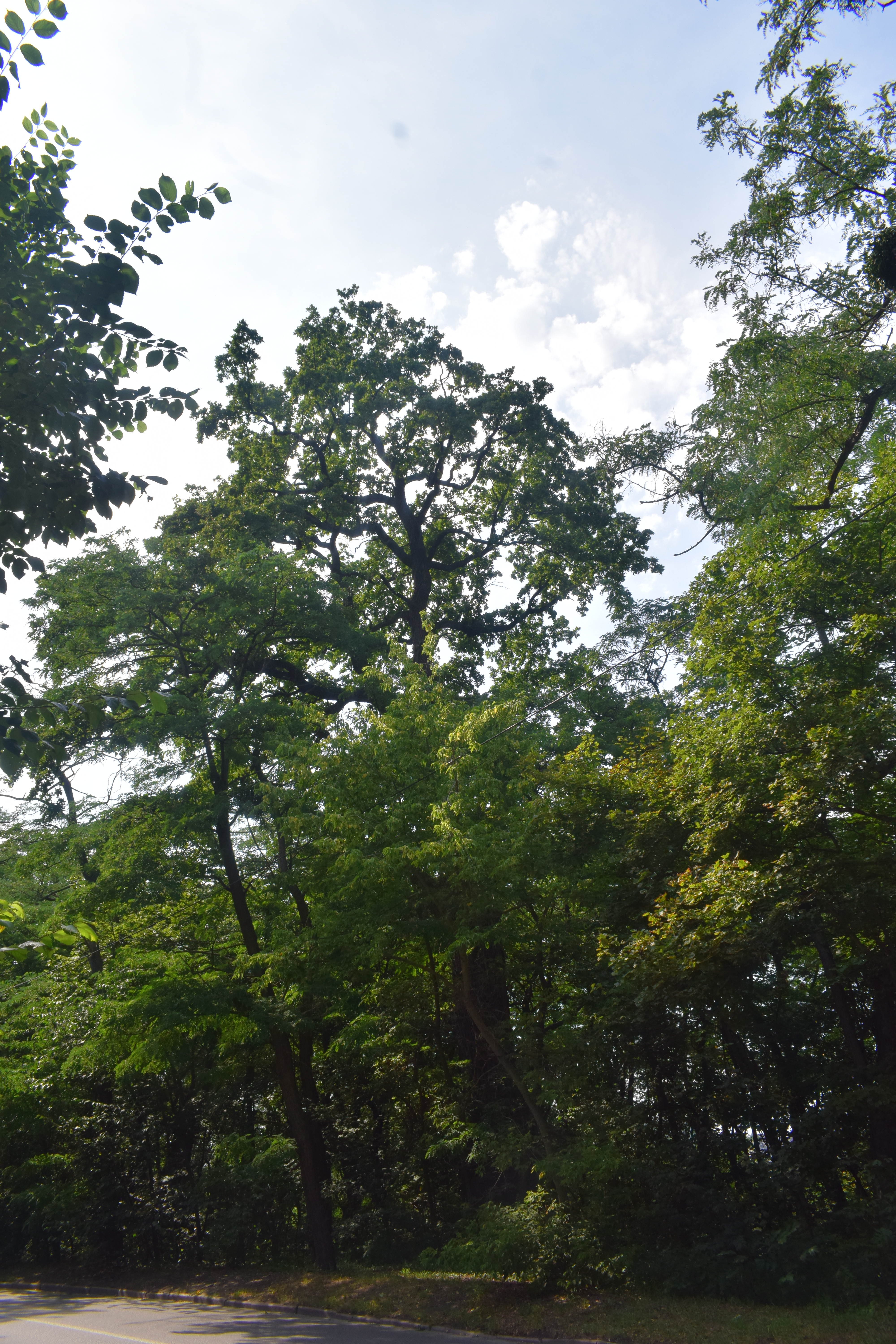
Дуб Січових стрільців 27 липня 2020 року